# Tumulus de Karakuş

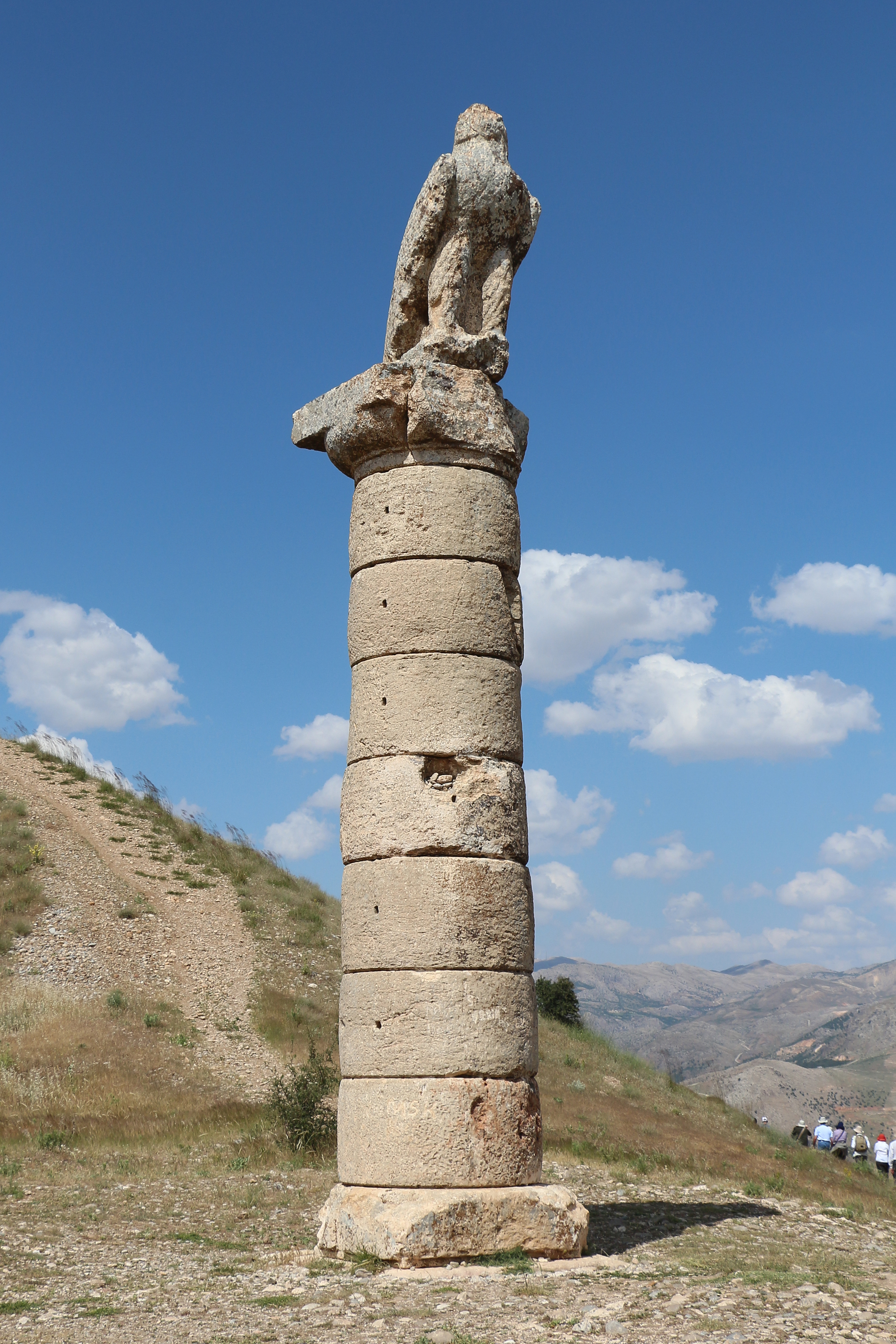
Colonne surmontée d'un aigle

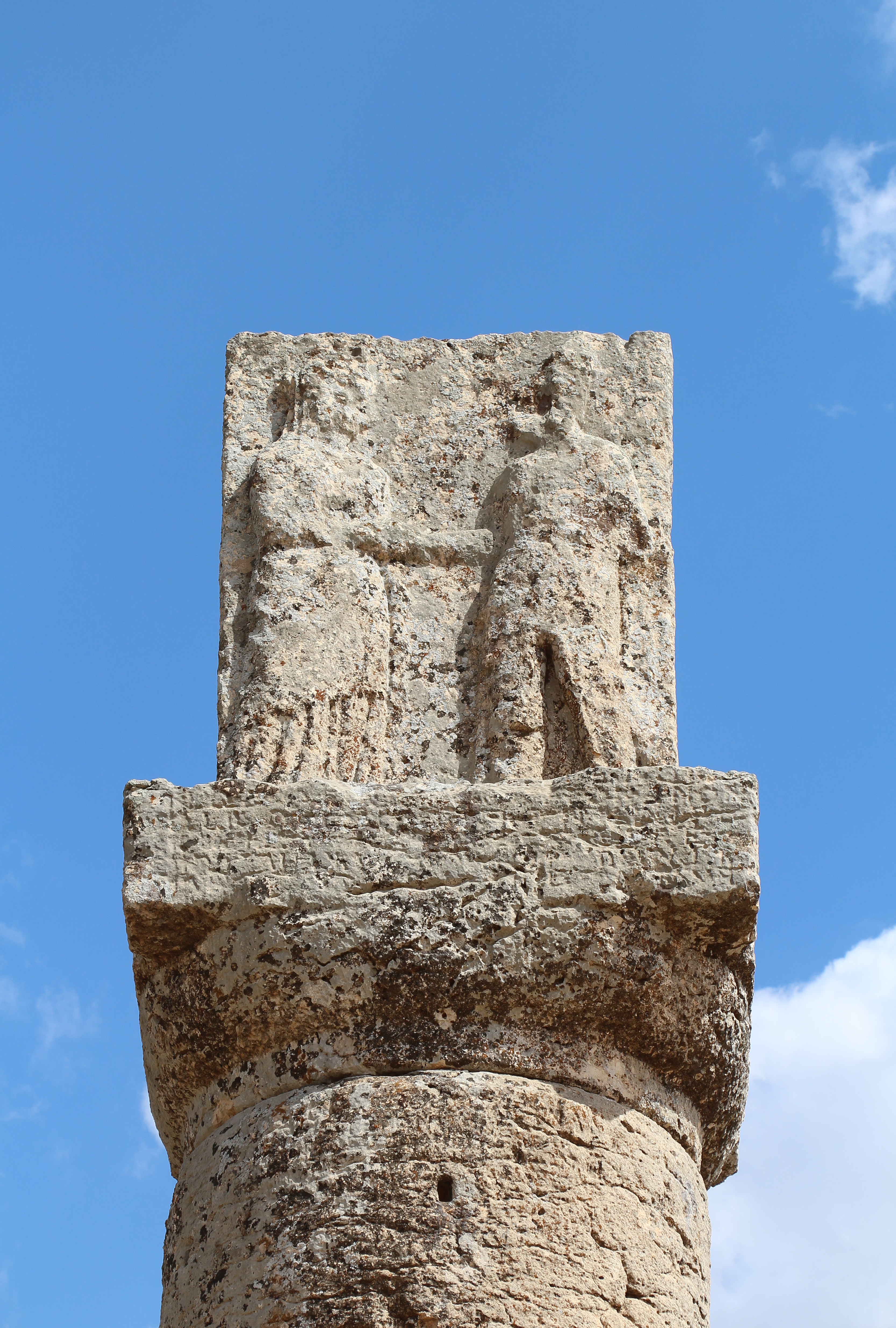
Relief de Mithridate II et de sa sœur Laodice

Le tumulus de Karakuş (également Karakush) est un monument funéraire – une hiérothésion – destiné aux femmes de la famille royale de Commagène.
Les recherches ont permis d'identifier qu'il s'agissait d'un mausolée appartenant à la reine Isias et aux princesses Antiochis et Aka Ire de Commagène, construit par Mithridate II de Commagène entre 30 et 20 avant notre ère.
Le tumulus de Karakuş est situé sur la colline de Gösterge à proximité de l'actuel village de Çukurtaş dans le district de Kâhta, près d'Adiyaman, en Turquie.
La colonne avec les reliefs de Mithridate et de sa sœur Laodice fut gravement endommagée et s'effondra lors du tremblement de terre Turquie-Syrie de 2023.
Karakuş signifie « oiseau noir ». La région a été nommée tumulus de Karakuş par la population locale en raison de la figure d'un aigle sur une colonne au sud du tumulus et elle a été mentionnée dans la littérature sous ce nom.

## Histoire
Le mausolée a été construit pour la première fois par le roi Commagène II. On sait qu'elle fut construite par Mithridate au nom de sa mère Isias. Les sœurs de Mithridate, Laodice et Antiochis, mariées à des princes perses, ont été enterrées ici lorsqu'elles ont été tuées pendant les guerres perses-romaines . C'est pourquoi la zone est également connue sous le nom de cimetière des femmes .
Après l'annexion de la ville par l'Empire romain, de nombreux bâtiments, dont le tumulus de Karakuş, ont été détruits et pillés ; Les pierres du mausolée, entouré de murs et de colonnes, ont été retirées et utilisées pour la construction du pont de Septime Severe.

### Découverte et études ultérieures
Le tumulus a été découvert pour la première fois en 1882 par les archéologues Otto Puchstein et Karl Sester, venus dans la région pour étudier le mont Nemrut. Cependant, comme leur principal secteur de recherche était le tumulus de Nemrut, le duo ne s'est pas beaucoup attardé sur Karakuş et a quitté la zone en ne faisant que des observations superficielles.
L'année suivante, Osman Hamdi Bey, alors directeur du Musée impérial , et le sculpteur Osgan Efendi, planifièrent un voyage de recherche pour examiner les monuments du mont Nemrut. Les chercheurs, particulièrement intéressés par le tumulus de Karakuş, ont créé des archives photographiques en créant une étude à l'échelle du tumulus.
De plus, l'ouvrage intitulé Le Tumulus de Nemroud Dagh, publié en français en 1883, comprenait un article de synthèse rédigé par Osman et Osgan Beyler sur le tumulus de Karakuş.
Puchstein, qui revint dans la région le 5 juin 1883, effectua divers relevés tumulus avec Carl Humann et les documenta avec des croquis et des photographies. L'archéologue, qui a également travaillé sur l'inscription découverte lors de sa première visite, a déterminé que ce lieu avait été construit par le roi de Commagène Mithridate et que les personnes enterrées ici étaient la mère, la sœur et le neveu du roi.
Cependant, Puchstein s'est trompé en pensant que l'auteur du mausolée était Mithridate I Callinicus.
Bien qu'il y ait des anecdotes dans les notes de Puchstein selon lesquelles toute la région a été examinée et qu'il n'y avait aucune autre inscription autour, Friedrich Karl Dörner, qui a visité Karakuş le 5 juin 1938, a trouvé une autre inscription qui avait échappé à l'attention des chercheurs précédents. Cependant, ne disposant pas de suffisamment de matériel pour réaliser les travaux, il quitta la région, constatant que cette inscription se trouvait sur l'abaque d'une colonne au nord-ouest.
Dörner, qui effectua sa deuxième visite au tumulus en août 1967, entama cette fois une recherche approfondie et détaillée et tenta de localiser la chambre funéraire, en partant de l'extrémité sud du tumulus avec la foreuse qu'il avait apportée avec lui. Le chercheur, qui a atteint son point cible lors de la 17e tentative et à une profondeur de 20 mètres du point de départ, a conclu que les murs de la chambre funéraire construite en chaux dolomitique taillée avaient probablement été ouverts à l'époque romaine et que le contenu avait été pillé. Il a quitté les lieux en réalisant un relevé de la deuxième inscription qu'il avait découverte lors de sa précédente visite. Avec cette inscription, déchiffrée par Jörg Wagner en 1979, il a été déterminé que le tumulus appartenait au roi iI.
Il a été révélé qu'il a été construit sur ordre de Mithradatis au nom de sa mère Isias. Bien qu'il ait été aménagé comme une hiérothésion pour la reine, les recherches ont déterminé que les sœurs du roi Laodice et Antiochis et sa fille Aka étaient également enterrées dans ce mausolée.

## Architecture
On sait que le tumulus, qui mesure environ 110 mètres de diamètre et 30 mètres de haut, était entouré de 9 colonnes.
Seulement 4 de ces colonnes ont survécu jusqu'à nos jours ; il a été déterminé que les grosses pierres autour du mausolée avaient été retirées pour être utilisées pour permettre la construction du Pont de Septime Sévère, 
Chacune de ces structures mesure environ 7 à 9 mètres de haut.
Le tumulus est entouré de groupes de trois colonnes doriques d'environ 9 mètres de haut. Les colonnes sont surmontées de stèles, de reliefs et de statues représentant pour l'une, un taureau, pour l'autre un lion et un aigle sur la troisième. Une inscription indique la présence d'un tombeau royal  qui abritait trois femmes.
La colonne, située au sud du tumulus et érigée au nom d'Antiochis et de sa fille Aka. Elle est surmontée par la statue d'un aigle d'environ 2,5 mètres au sommet qui surplombe 7 blocs de pierre.
Sur la colonne au nord-ouest se trouve II.
Un relief représentant Mithridate et sa sœur Laodice et une phrase inscrite 
il y a une statue d'un taureau décapité à droite des colonnes au nord-est, on y trouve une autre inscription indiquant :

« Le grand roi Mithridate fit construire cette hiérothésion pour sa mère Isias, sa sœur Antiochis et la fille d'Antiochis Aka. »

On estime qu'une figure de lion découverte dans la même région était positionnée sur l'autre colonne de la structure originale.
À l'exception de la colonne de l'aigle, toutes les autres structures sont constituées de six pièces chacune,.
Le monument porte des inscriptions honorifiques grecques sur les faces externes des deux tambours de la colonne centrale du nord-est. En sautant quelques phrases où la restauration a été douteuse, l'inscription se lit comme suit :
Et… ici repose Antiochis, la sœur du roi par la même mère, la plus belle des femmes, dont la vie fut courte mais ses honneurs durables. 
Comme vous le voyez, tous deux président ici, et avec eux la fille d'une fille, la fille d'Antiochis, Aka. 
Un mémorial de la vie les uns avec les autres et de l'honneur du roi. »
Quelque temps après l'annexion du royaume de Commagène en 72 de notre ère par l'empereur romain Vespasien, la voûte du tombeau fut pillée.
Les principales fouilles du site ont été réalisées par Friedrich Karl Dörner de l'Université de Münster.